# Sigmodontinae
Sous-famille
Les Sigmodontinae forment une sous-famille de mammifères de rongeurs de la famille des Cricetidae. On rencontre ces petits animaux terrestres en Amérique. Leur classification est encore discutée au XXIe siècle et diffère selon les auteurs. De plus, de nouvelles espèces sont encore susceptibles d'être découvertes, telles que Drymoreomys albimaculatus décrit en 2011, alors que d'autres sont en voie de disparition comme le rat de l'île Fernandina (Nesoryzomys fernandinae) déclaré éteint en 1996 aux îles Galápagos et redécouvert quelques années plus tard.

## Liste des genres
Selon Mammal Species of the World (version 3, 2005)  (3 février 2015) :
- genre Abrawayaomys
- genre Abrothrix
- genre Aepeomys
- genre Akodon
- genre Amphinectomys
- genre Andalgalomys
- genre Andinomys
- genre Anotomys
- genre Auliscomys
- genre Bibimys
- genre Blarinomys
- genre Brucepattersonius
- genre Calomys
- genre Chelemys
- genre Chibchanomys
- genre Chilomys
- genre Chinchillula
- genre Delomys
- genre Deltamys
- genre Eligmodontia
- genre Euneomys
- genre Galenomys
- genre Geoxus
- genre Graomys
- genre Handleyomys
- genre Holochilus
- genre Ichthyomys
- genre Irenomys
- genre Juliomys
- genre Juscelinomys
- genre Kunsia
- genre Lenoxus
- genre Loxodontomys
- genre Lundomys
- genre Megalomys
- genre Megaoryzomys
- genre Melanomys
- genre Microakodontomys
- genre Microryzomys
- genre Neacomys
- genre Necromys
- genre Nectomys
- genre Neotomys
- genre Nesoryzomys
- genre Neusticomys
- genre Noronhomys
- genre Notiomys
- genre Oecomys
- genre Oligoryzomys
- genre Oryzomys
- genre Oxymycterus
- genre Paralomys
- genre Pearsonomys
- genre Phaenomys
- genre Phyllotis
- genre Podoxymys
- genre Pseudoryzomys
- genre Punomys
- genre Reithrodon
- genre Rhagomys
- genre Rheomys
- genre Rhipidomys
- genre Salinomys
- genre Scapteromys
- genre Scolomys
- genre Sigmodon
- genre Sigmodontomys
- genre Tapecomys
- genre Thalpomys
- genre Thaptomys
- genre Thomasomys
- genre Wiedomys
- genre Wilfredomys
- genre Zygodontomys

Selon ITIS (3 février 2015) :
- genre Abrawayaomys Cunha & Cruz, 1979
- genre Aepeomys Thomas, 1898
- genre Akodon Meyen, 1833
- genre Andalgalomys Williams & Mares, 1978
- genre Andinomys Thomas, 1902
- genre Anotomys Thomas, 1906
- genre Auliscomys Osgood, 1915
- genre Baiomys True, 1894
- genre Bibimys Massoia, 1979
- genre Blarinomys Thomas, 1896
- genre Bolomys Thomas, 1916
- genre Calomys Waterhouse, 1837
- genre Chelemys Thomas, 1903
- genre Chibchanomys Voss, 1988
- genre Chilomys Thomas, 1897
- genre Chinchillula Thomas, 1898
- genre Chroeomys Thomas, 1916
- genre Delomys Thomas, 1917
- genre Eligmodontia F. Cuvier, 1837
- genre Euneomys Coues, 1874
- genre Galenomys Thomas, 1916
- genre Geoxus Thomas, 1919
- genre Graomys Thomas, 1916
- genre Habromys Hooper & Musser, 1964
- genre Hodomys Merriam, 1894
- genre Holochilus Brandt, 1835
- genre Ichthyomys Thomas, 1893
- genre Irenomys Thomas, 1919
- genre Isthmomys Hooper & Musser, 1964
- genre Juscelinomys Moojen, 1965
- genre Kunsia Hershkovitz, 1966
- genre Lenoxus Thomas, 1909
- genre Megadontomys Merriam, 1898
- genre Megalomys Trouessart, 1881
- genre Melanomys Thomas, 1902
- genre Microryzomys Thomas, 1917
- genre Neacomys Thomas, 1900
- genre Nectomys Peters, 1861
- genre Nelsonia Merriam, 1897
- genre Neotoma Say & Ord, 1825
- genre Neotomodon Merriam, 1898
- genre Neotomys Thomas, 1894
- genre Nesoryzomys Heller, 1904
- genre Neusticomys Anthony, 1921
- genre Notiomys Thomas, 1890
- genre Nyctomys Saussure, 1860
- genre Ochrotomys Osgood, 1909
- genre Oecomys Thomas, 1906
- genre Oligoryzomys Bangs, 1900
- genre Onychomys Baird, 1858
- genre Oryzomys Baird, 1858
- genre Osgoodomys Hooper & Musser, 1964
- genre Otonyctomys Anthony, 1932
- genre Ototylomys Merriam, 1901
- genre Oxymycterus Waterhouse, 1837
- genre Peromyscus Gloger, 1841
- genre Phaenomys Thomas, 1917
- genre Phyllotis Waterhouse, 1837
- genre Podomys Osgood, 1909
- genre Podoxymys Anthony, 1929
- genre Pseudoryzomys Hershkovitz, 1962
- genre Punomys Osgood, 1943
- genre Reithrodon Waterhouse, 1837
- genre Reithrodontomys Giglioli, 1874
- genre Rhagomys Thomas, 1917
- genre Rheomys Thomas, 1906
- genre Rhipidomys Tschudi, 1844
- genre Scapteromys Waterhouse, 1837
- genre Scolomys Anthony, 1924
- genre Scotinomys Thomas, 1913
- genre Sigmodon Say & Ord, 1825
- genre Sigmodontomys J. A. Allen, 1897
- genre Thalpomys Thomas, 1916
- genre Thomasomys Coues, 1884
- genre Tylomys Peters, 1866
- genre Wiedomys Hershkovitz, 1959
- genre Wilfredomys Avila-Pires, 1960
- genre Xenomys Merriam, 1892
- genre Zygodontomys J. A. Allen, 1897

Selon NCBI (3 février 2015) :
- genre Abrawayaomys
- genre Abrothrix
- genre Aegialomys
- genre Aepeomys
- genre Akodon
- genre Amphinectomys
- genre Andalgalomys
- genre Andinomys
- genre Auliscomys
- genre Bibimys
- genre Blarinomys
- genre Bolomys
- genre Brucepattersonius
- genre Calomys
- genre Cerradomys
- genre Chelemys
- genre Chilomys
- genre Chinchillula
- genre Delomys
- genre Deltamys
- genre Drymoreomys
- genre Eligmodontia
- genre Eremoryzomys
- genre Euneomys
- genre Euryoryzomys
- genre Galenomys
- genre Geoxus
- genre Graomys
- genre Handleyomys
- genre Holochilus
- genre Hylaeamys
- genre Irenomys
- genre Juliomys
- genre Juscelinomys
- genre Kunsia
- genre Lenoxus
- genre Lundomys
- genre Melanomys
- genre Microakodontomys
- genre Microryzomys
- genre Mindomys
- genre Neacomys
- genre Necromys
- genre Nectomys
- genre Neotomys
- genre Nephelomys
- genre Nesoryzomys
- genre Neusticomys
- genre Notiomys
- genre Oecomys
- genre Oligoryzomys
- genre Oreoryzomys
- genre Oryzomys
- genre Oxymycterus
- genre Pearsonomys
- genre Phyllotis
- genre Podoxymys
- genre Pseudoryzomys
- genre Punomys
- genre Reithrodon
- genre Rhagomys
- genre Rheomys
- genre Rhipidomys
- genre Salinomys
- genre Scapteromys
- genre Scolomys
- genre Sigmodon
- genre Sigmodontomys
- genre Sooretamys
- genre Tapecomys
- genre Thalpomys
- genre Thaptomys
- genre Thomasomys
- genre Transandinomys
- genre Wiedomys
- genre Wilfredomys
- genre Zygodontomys

Selon Paleobiology Database (3 février 2015) :
- genre Abrothrix
- genre Bensonomys
- genre Chelemys
- genre Delomys
- genre Euneomys
- genre Geoxus
- genre Holochilus
- Ichthyomyini
- genre Irenomys
- genre Juliomys
- genre Lundomys
- genre Nectomys
- genre Oligoryzomys
- Oryzomyalia
- genre Reithrodontomys
- genre Rhipidomys
- genre Scolomys
- Sigmodontini
- genre Thomasomys
- Wiedomyini